# Kémerovo
Kémerovo ([ˈkʲemʲɪrəvə] en ruso: Кемерово) es una ciudad industrial de Rusia a orillas del río Tom, un afluente del río Obi. Se encuentra al noreste de Novosibirsk en Siberia occidental. Capital del óblast homónimo.

## Geografía
Kémerovo se localiza a 3482 km al este de Moscú. Su industrialización se produjo en tiempos de la Unión Soviética destacando en los campos de la química, los fertilizantes y las manufacturas. Por ella pasa el ferrocarril Transiberiano que atraviesa Siberia hasta el puerto de Vladivostok.

### Clima
| Parámetros climáticos promedio de Kémerovo (normales 1991–2020, extremos 1955–presente) | Parámetros climáticos promedio de Kémerovo (normales 1991–2020, extremos 1955–presente) | Parámetros climáticos promedio de Kémerovo (normales 1991–2020, extremos 1955–presente) | Parámetros climáticos promedio de Kémerovo (normales 1991–2020, extremos 1955–presente) | Parámetros climáticos promedio de Kémerovo (normales 1991–2020, extremos 1955–presente) | Parámetros climáticos promedio de Kémerovo (normales 1991–2020, extremos 1955–presente) | Parámetros climáticos promedio de Kémerovo (normales 1991–2020, extremos 1955–presente) | Parámetros climáticos promedio de Kémerovo (normales 1991–2020, extremos 1955–presente) | Parámetros climáticos promedio de Kémerovo (normales 1991–2020, extremos 1955–presente) | Parámetros climáticos promedio de Kémerovo (normales 1991–2020, extremos 1955–presente) | Parámetros climáticos promedio de Kémerovo (normales 1991–2020, extremos 1955–presente) | Parámetros climáticos promedio de Kémerovo (normales 1991–2020, extremos 1955–presente) | Parámetros climáticos promedio de Kémerovo (normales 1991–2020, extremos 1955–presente) | Parámetros climáticos promedio de Kémerovo (normales 1991–2020, extremos 1955–presente) |
| Mes                                                                                     | Ene.                                                                                    | Feb.                                                                                    | Mar.                                                                                    | Abr.                                                                                    | May.                                                                                    | Jun.                                                                                    | Jul.                                                                                    | Ago.                                                                                    | Sep.                                                                                    | Oct.                                                                                    | Nov.                                                                                    | Dic.                                                                                    | Anual                                                                                   |
| --------------------------------------------------------------------------------------- | --------------------------------------------------------------------------------------- | --------------------------------------------------------------------------------------- | --------------------------------------------------------------------------------------- | --------------------------------------------------------------------------------------- | --------------------------------------------------------------------------------------- | --------------------------------------------------------------------------------------- | --------------------------------------------------------------------------------------- | --------------------------------------------------------------------------------------- | --------------------------------------------------------------------------------------- | --------------------------------------------------------------------------------------- | --------------------------------------------------------------------------------------- | --------------------------------------------------------------------------------------- | --------------------------------------------------------------------------------------- |
| Temp. máx. abs. (°C)                                                                    | 6.0                                                                                     | 6.8                                                                                     | 14.6                                                                                    | 30.2                                                                                    | 34.4                                                                                    | 35.1                                                                                    | 38.0                                                                                    | 36.3                                                                                    | 33.1                                                                                    | 24.5                                                                                    | 13.8                                                                                    | 5.8                                                                                     | 38.0                                                                                    |
| Temp. máx. media (°C)                                                                   | -12.7                                                                                   | -8.7                                                                                    | -0.4                                                                                    | 9.6                                                                                     | 18.6                                                                                    | 23.9                                                                                    | 25.7                                                                                    | 23.1                                                                                    | 15.9                                                                                    | 7.6                                                                                     | -3.5                                                                                    | -10.1                                                                                   | 7.4                                                                                     |
| Temp. media (°C)                                                                        | -17.3                                                                                   | -14.5                                                                                   | -6.4                                                                                    | 3.3                                                                                     | 11.2                                                                                    | 17.1                                                                                    | 19.3                                                                                    | 16.4                                                                                    | 9.7                                                                                     | 2.6                                                                                     | -7.3                                                                                    | -14.4                                                                                   | 1.6                                                                                     |
| Temp. mín. media (°C)                                                                   | -21.7                                                                                   | -19.4                                                                                   | -11.6                                                                                   | -2.0                                                                                    | 4.6                                                                                     | 10.7                                                                                    | 13.4                                                                                    | 10.9                                                                                    | 4.8                                                                                     | -1.2                                                                                    | -10.8                                                                                   | -18.7                                                                                   | -3.4                                                                                    |
| Temp. mín. abs. (°C)                                                                    | -47.9                                                                                   | -47.1                                                                                   | -39.9                                                                                   | -32.4                                                                                   | -12.6                                                                                   | -5.7                                                                                    | 0.5                                                                                     | -1.2                                                                                    | -9.4                                                                                    | -27.9                                                                                   | -39.5                                                                                   | -48.4                                                                                   | -48.4                                                                                   |
| Precipitación total (mm)                                                                | 29                                                                                      | 22                                                                                      | 21                                                                                      | 25                                                                                      | 42                                                                                      | 65                                                                                      | 78                                                                                      | 63                                                                                      | 47                                                                                      | 44                                                                                      | 46                                                                                      | 43                                                                                      | 525                                                                                     |
| Días de lluvias (≥ 1 mm)                                                                | 0.3                                                                                     | 0.3                                                                                     | 2                                                                                       | 9                                                                                       | 15                                                                                      | 15                                                                                      | 14                                                                                      | 15                                                                                      | 16                                                                                      | 12                                                                                      | 4                                                                                       | 0                                                                                       | 103                                                                                     |
| Días de nevadas (≥ 1 mm)                                                                | 22                                                                                      | 19                                                                                      | 16                                                                                      | 10                                                                                      | 2                                                                                       | 0.1                                                                                     | 0                                                                                       | 0                                                                                       | 1                                                                                       | 11                                                                                      | 20                                                                                      | 24                                                                                      | 125                                                                                     |
| Horas de sol                                                                            | 60                                                                                      | 99                                                                                      | 165                                                                                     | 207                                                                                     | 255                                                                                     | 282                                                                                     | 299                                                                                     | 240                                                                                     | 161                                                                                     | 96                                                                                      | 58                                                                                      | 43                                                                                      | 1965                                                                                    |
| Humedad relativa (%)                                                                    | 79                                                                                      | 78                                                                                      | 75                                                                                      | 67                                                                                      | 58                                                                                      | 67                                                                                      | 73                                                                                      | 76                                                                                      | 75                                                                                      | 77                                                                                      | 80                                                                                      | 80                                                                                      | 74                                                                                      |
| Fuente n.º 1: Pogoda.ru.net                                                             |                                                                                         |                                                                                         |                                                                                         |                                                                                         |                                                                                         |                                                                                         |                                                                                         |                                                                                         |                                                                                         |                                                                                         |                                                                                         |                                                                                         |                                                                                         |
| Fuente n.º 2: Climatebase (horas de sol 1955–2012)                                      |                                                                                         |                                                                                         |                                                                                         |                                                                                         |                                                                                         |                                                                                         |                                                                                         |                                                                                         |                                                                                         |                                                                                         |                                                                                         |                                                                                         |                                                                                         |

## Historia
Kémerovo es una aglomeración de varios establecimientos rusos. Al lugar se lo llamó Verjotomski en 1657 sobre el camino de Tomsk a la fortaleza Kuznetsk. En 1701, se fundó el asentamiento de Scheglovo sobre la orilla izquierda del río Tom; pronto este se hizo un pueblo. Hacia 1859, siete pueblos existieron sobre el área del Kémerovo moderno: Scheglovka (o Ust-Iskitímskoye), Kémerovo (llamado en 1734), Yevséyevo, Krasny Yar, Kur-Iskitim (Pleshki), Davýdovo (Ishánovo), y Borováya. En 1721, se descubrió carbón en la zona. Las primeras minas de carbón fueron establecidas en 1907, y ya en 1917, la población de Scheglovo había crecido a alrededor de 4.000 personas.
El desarrollo del área fue ayudado por la construcción de un ferrocarril entre Yurgá y Kolchúguino (ahora Léninsk-Kuznetsky) con una conexión entre Topki y Scheglovo. A Scheglovo le concedieron el estatus de ciudad en 1918, que ahora es considerada la fecha de la fundación de Kémerovo. En 1943, Kémerovo se convirtió en la capital del Óblast de Kémerovo.

## Galería

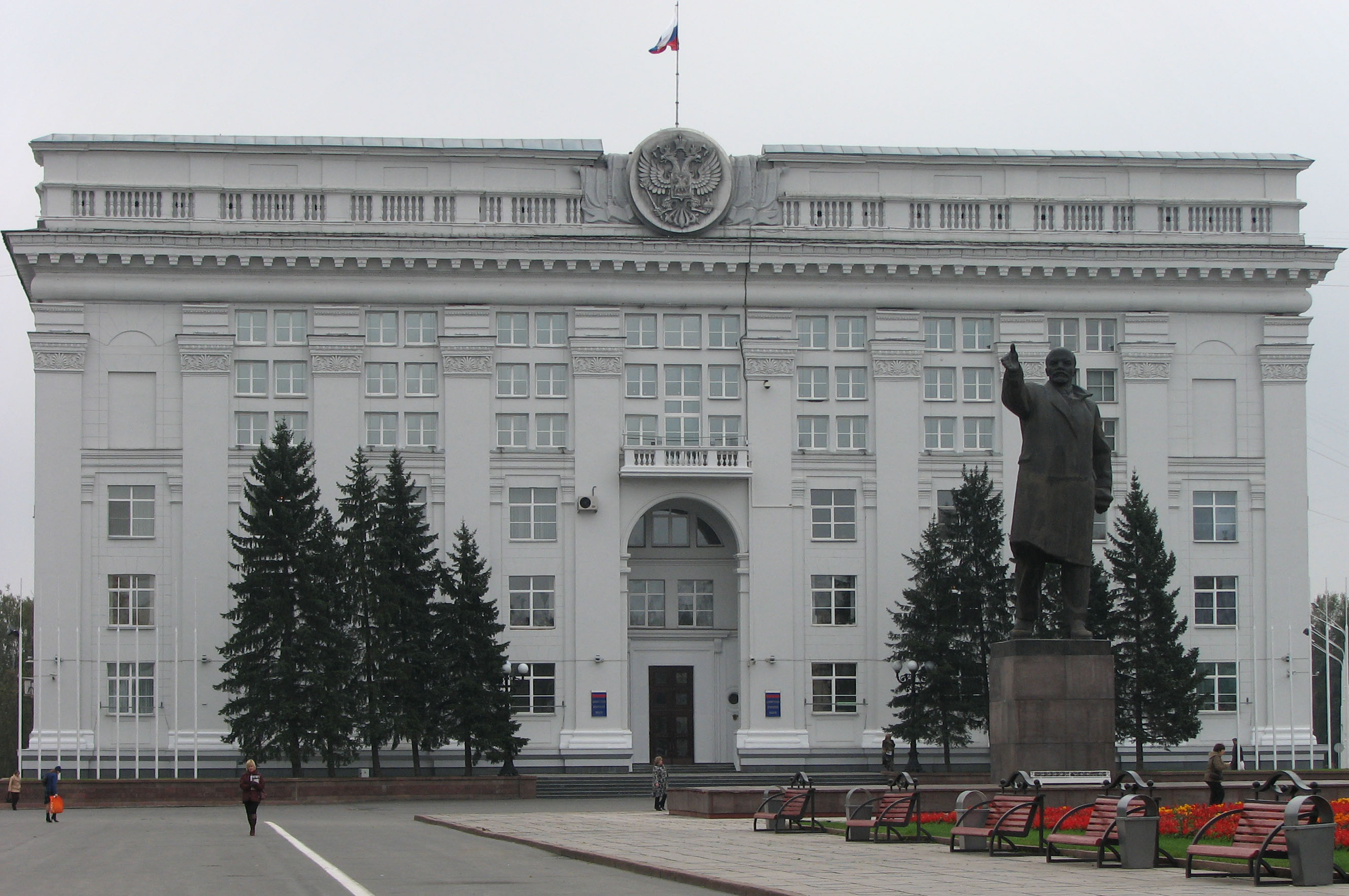
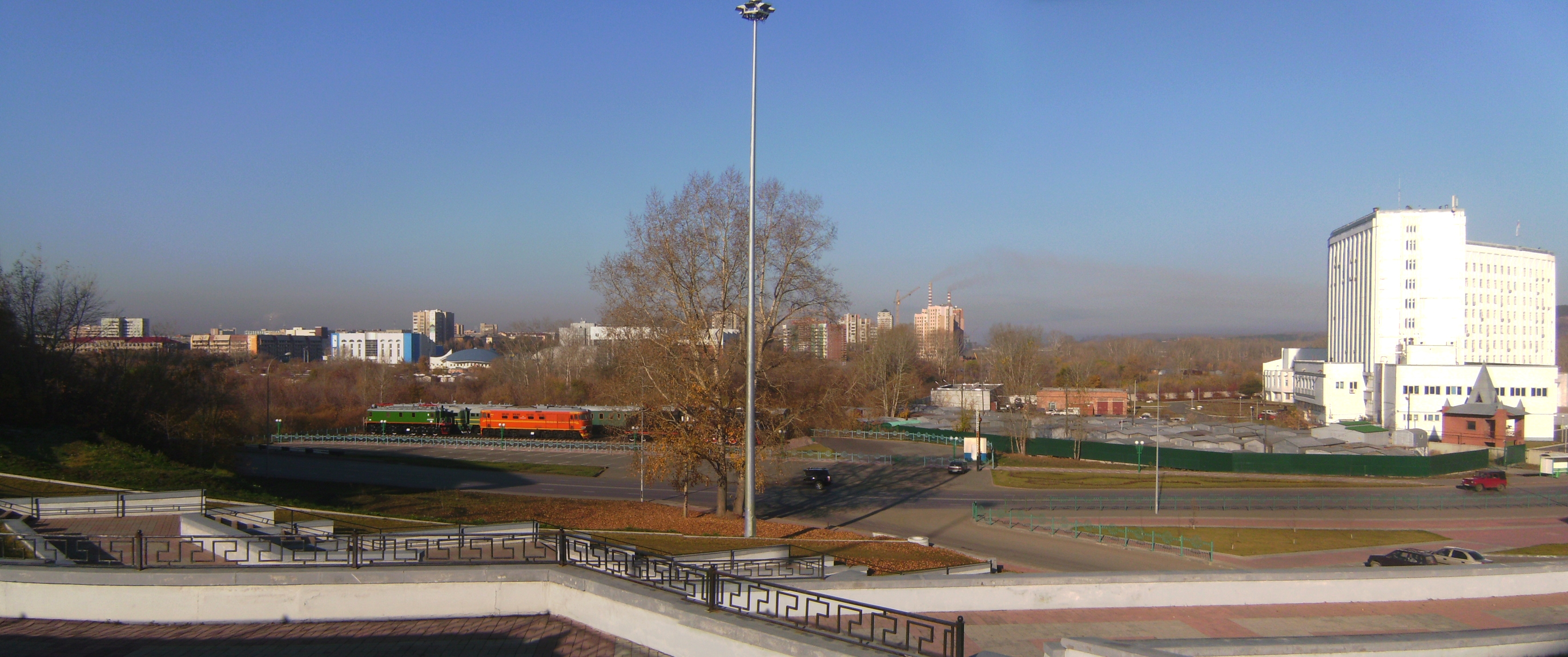
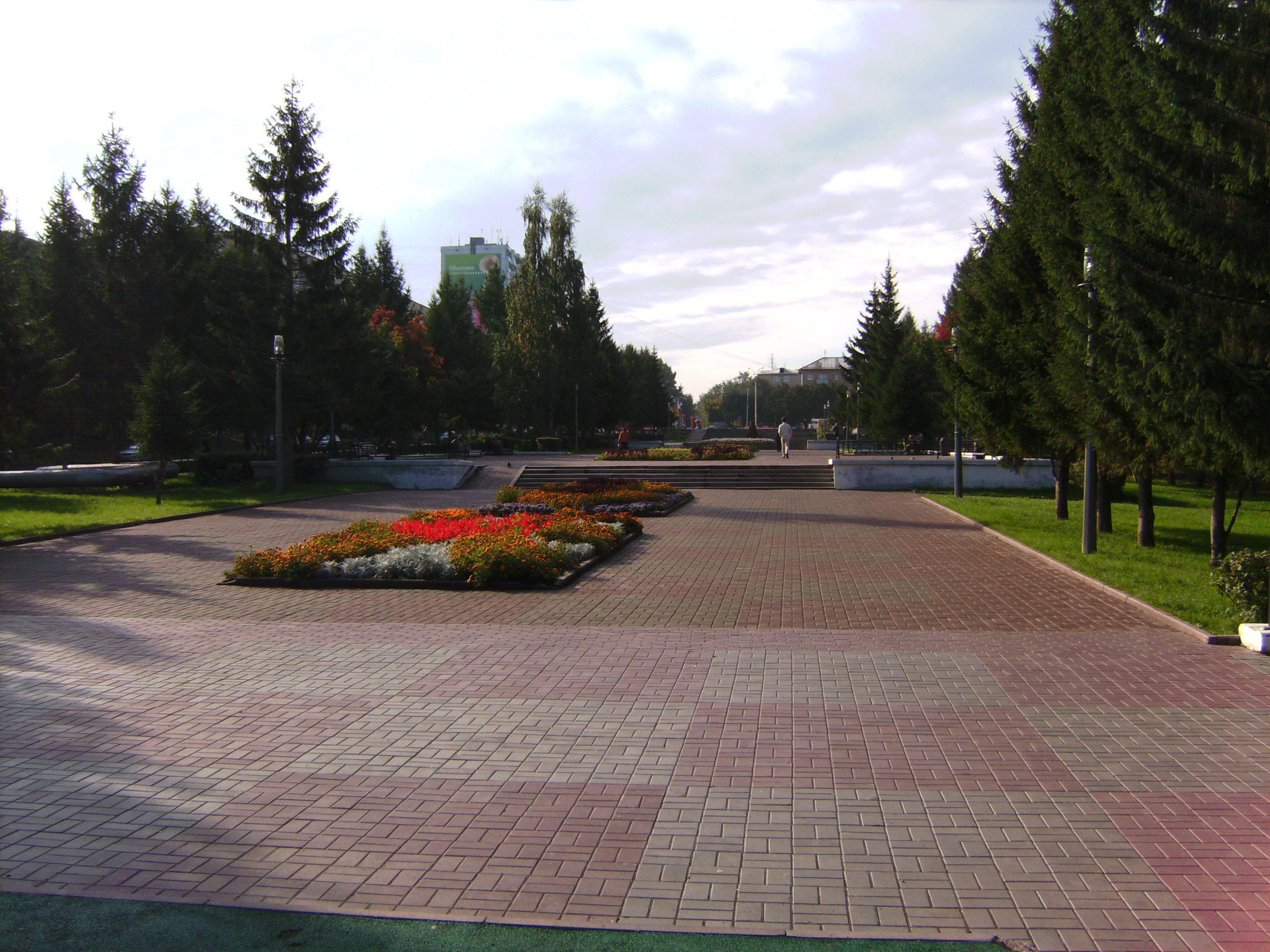
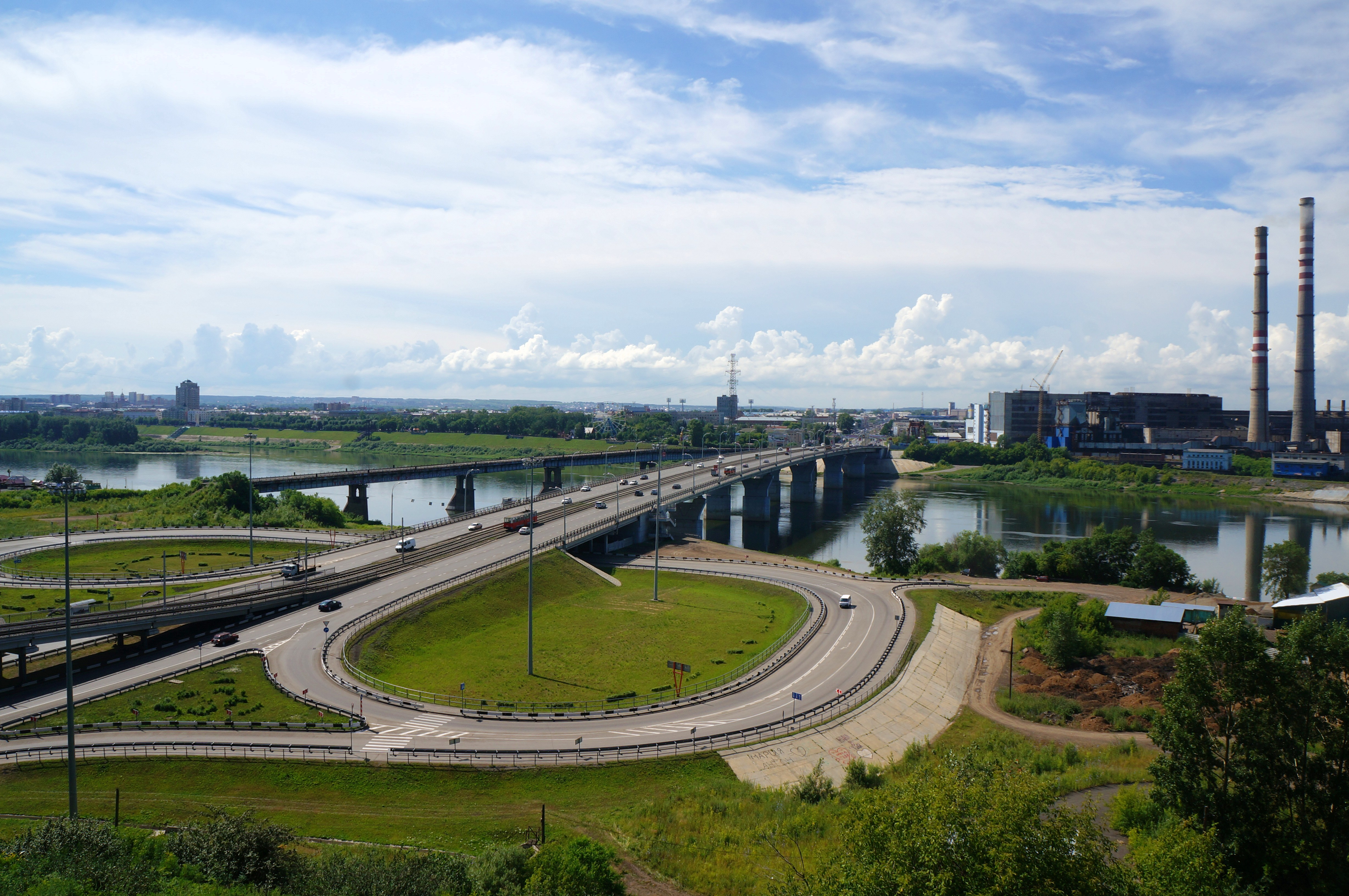
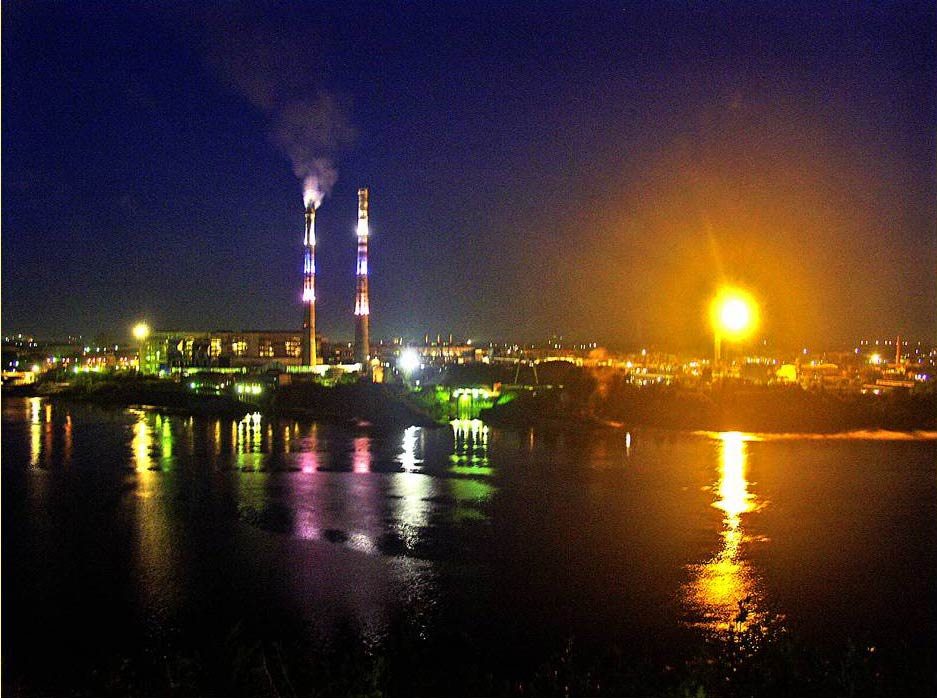
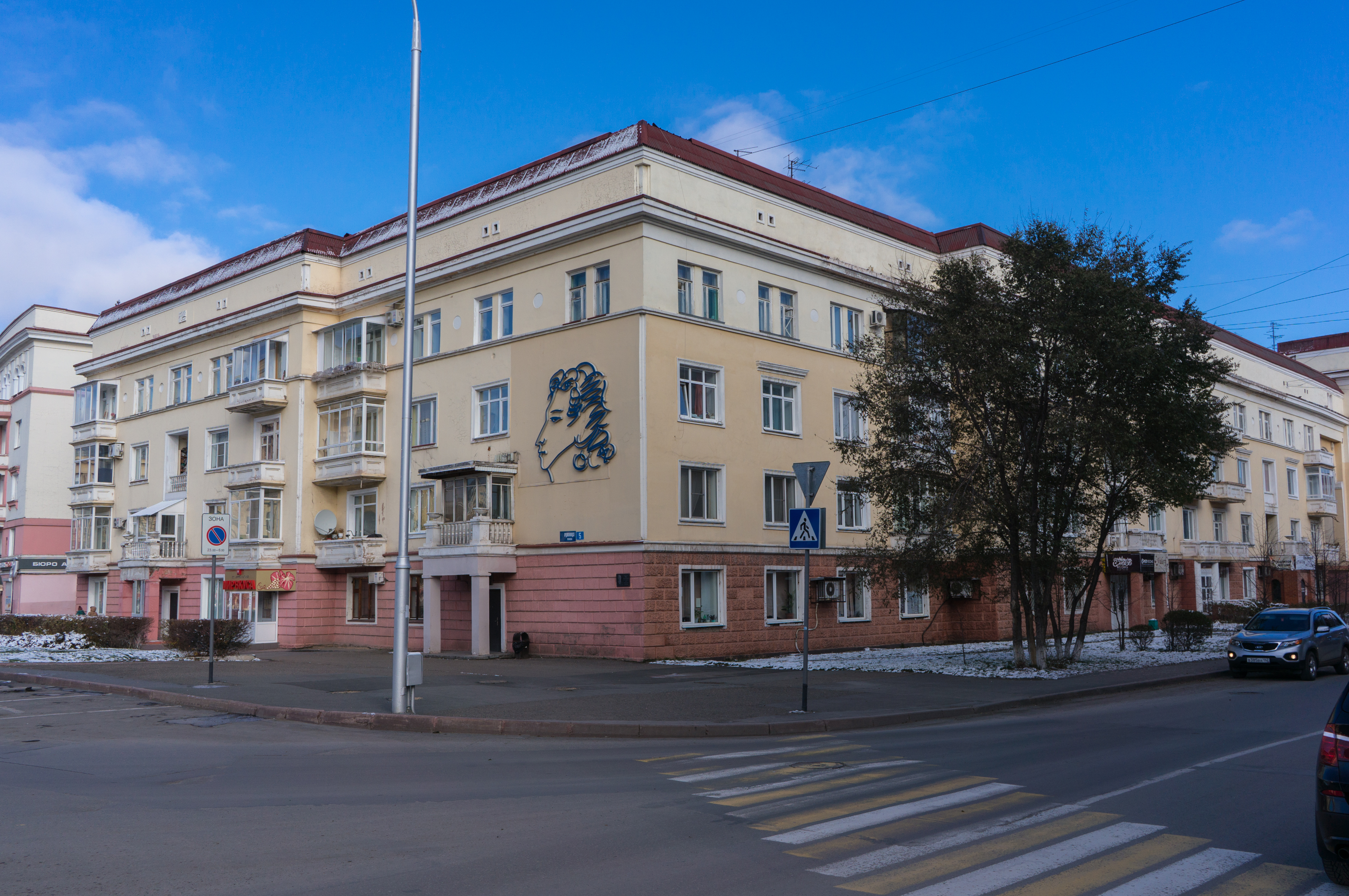
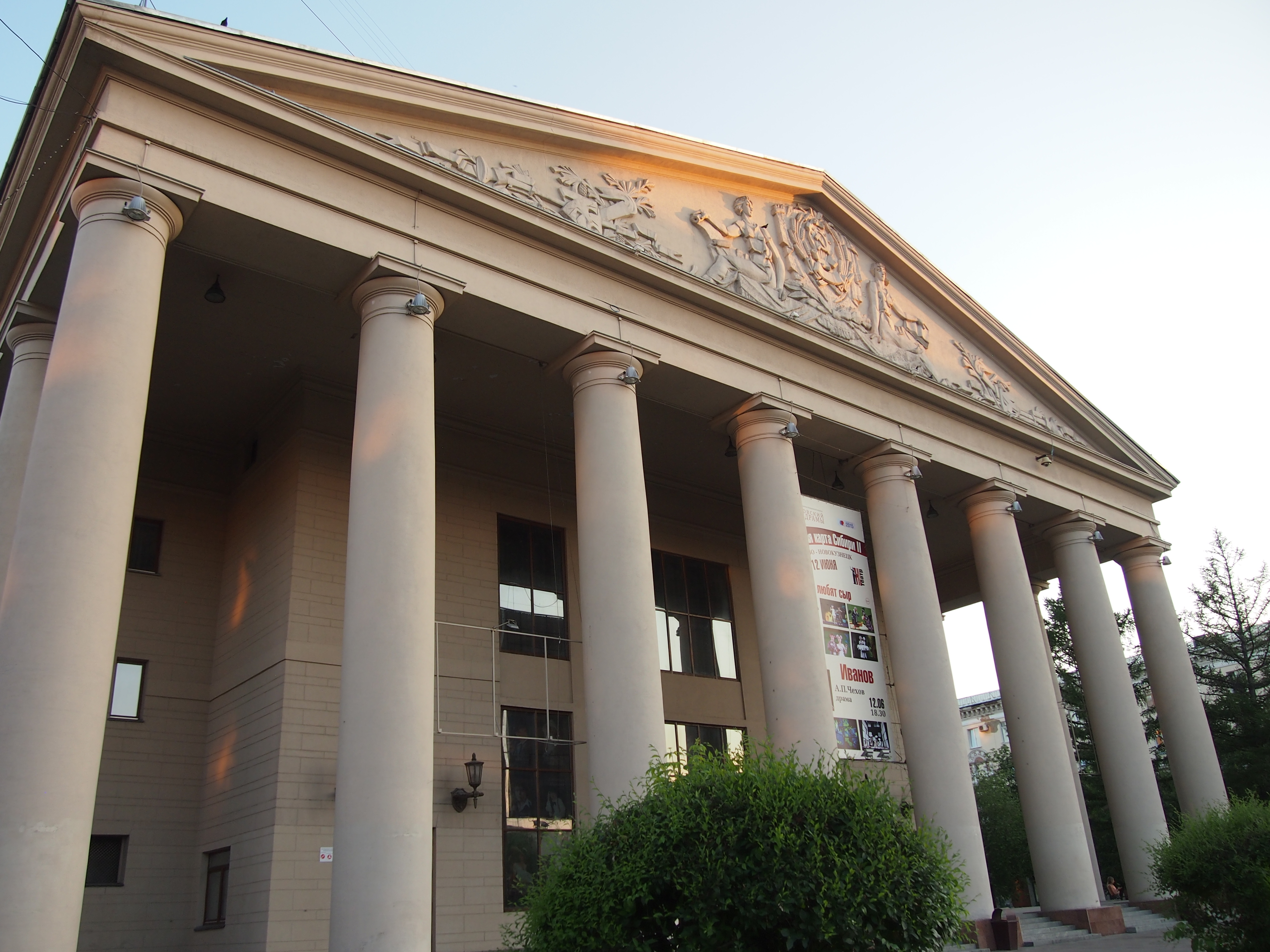
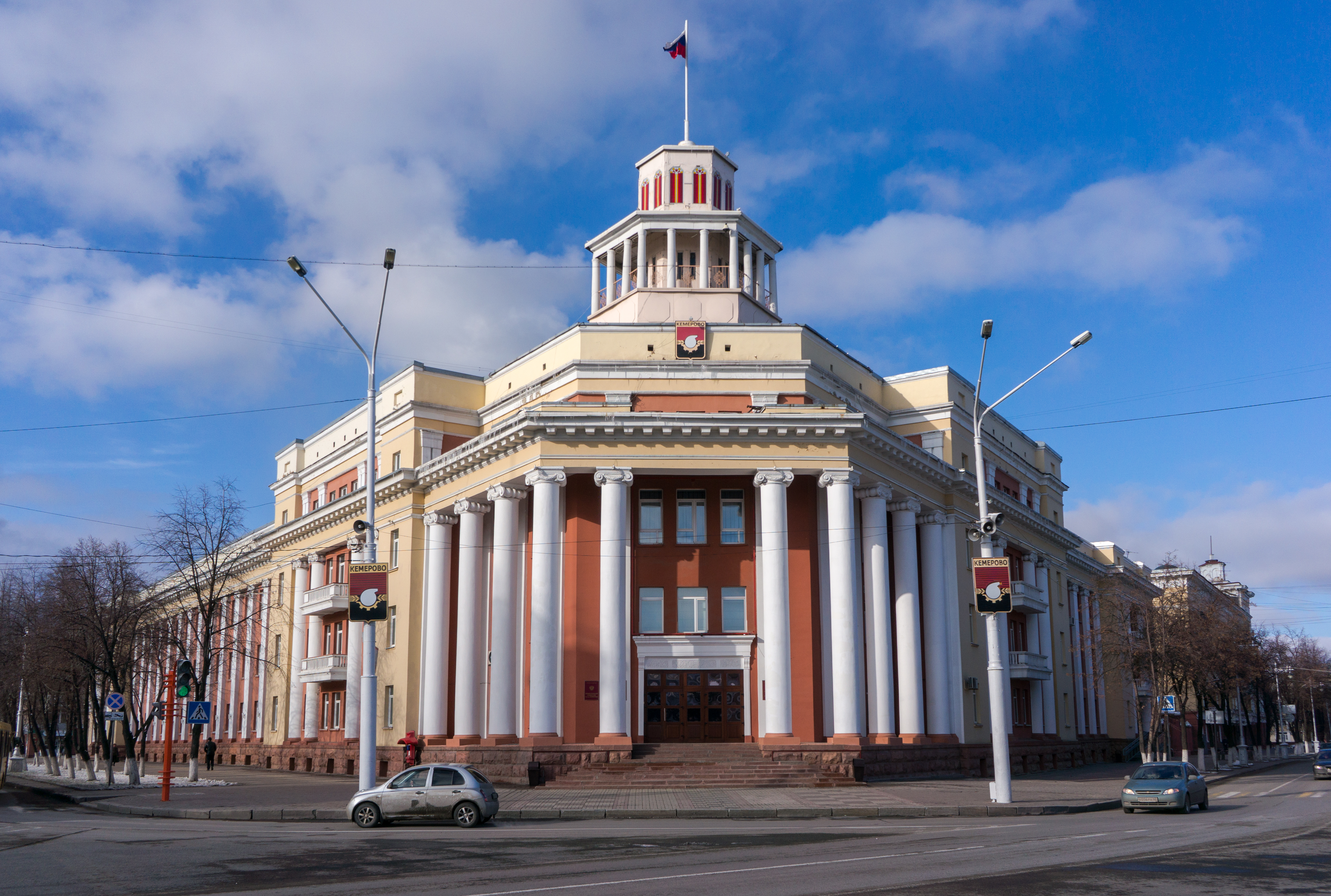
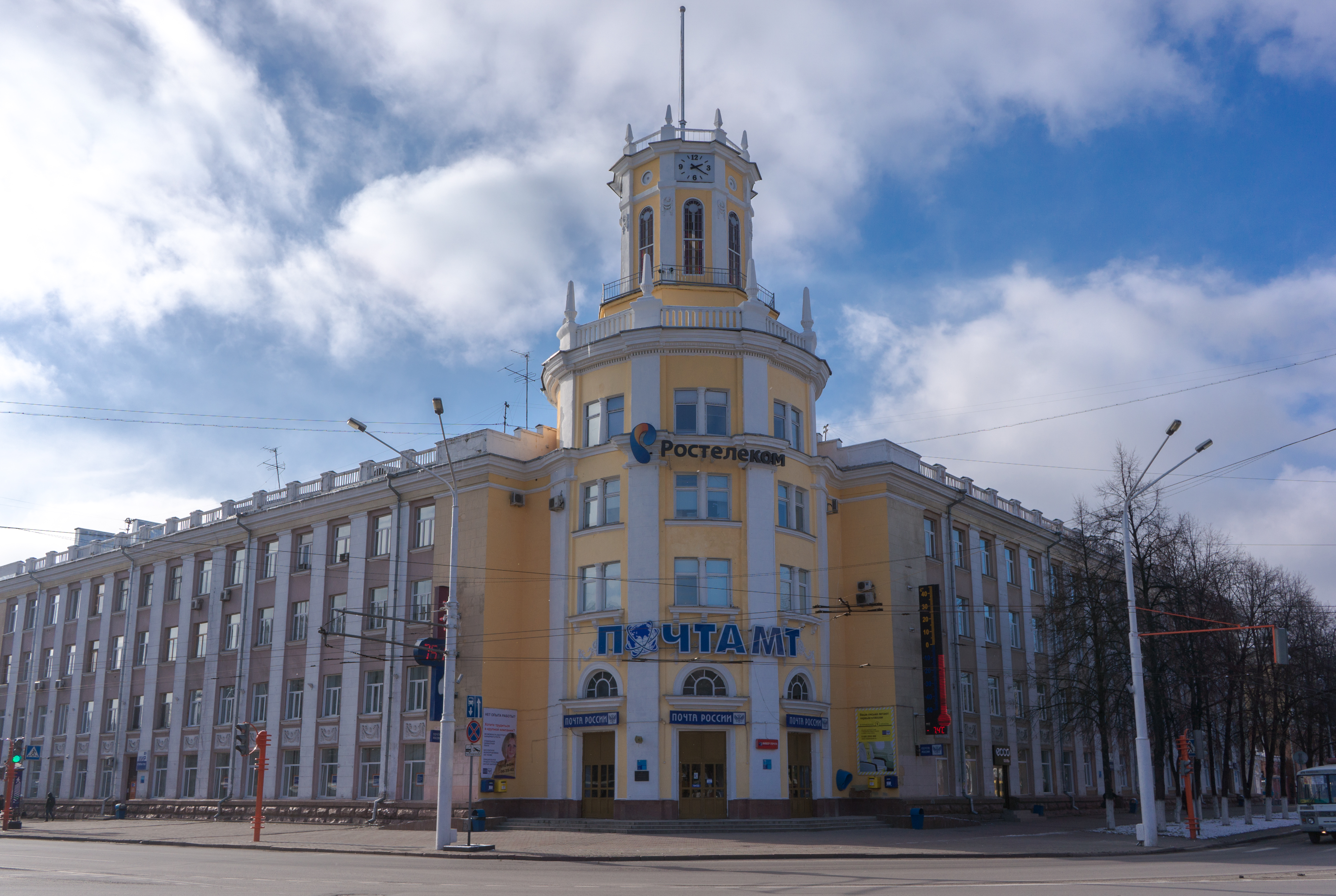

## Demografía
| 1926  | 1931  | 1939  | 1956  | 1959  | 1962  | 1967  | 1970  | 1973  | 1976  | 1979  | 1982  | 1986  | 1989  | 1992 |
| ----- | ----- | ----- | ----- | ----- | ----- | ----- | ----- | ----- | ----- | ----- | ----- | ----- | ----- | ---- |
| 520,3 | 520,6 | 21,7  | 50,5  | 137   | 240   | 277,7 | 305   | 364   | 385,0 | 415   | 446   | 470,6 | 495   | 514  |
| 1996  | 1998  | 2000  | 2001  | 2003  | 2005  | 2006  | 2007  | 2008  | 2010  | 2012  | 2014  | 2015  | 2016  |      |
| 540,8 | 497,8 | 492,7 | 489,5 | 484,8 | 522,6 | 520,1 | 519,8 | 520,0 | 532,9 | 536,2 | 544,0 | 549,1 | 553,1 |      |

## Clima
El clima es continental, lo que hace posible que se registren temperaturas de -47 °C (enero) a 35 °C (julio).
| Parámetros climáticos promedio de Kémerovo | Parámetros climáticos promedio de Kémerovo | Parámetros climáticos promedio de Kémerovo | Parámetros climáticos promedio de Kémerovo | Parámetros climáticos promedio de Kémerovo | Parámetros climáticos promedio de Kémerovo | Parámetros climáticos promedio de Kémerovo | Parámetros climáticos promedio de Kémerovo | Parámetros climáticos promedio de Kémerovo | Parámetros climáticos promedio de Kémerovo | Parámetros climáticos promedio de Kémerovo | Parámetros climáticos promedio de Kémerovo | Parámetros climáticos promedio de Kémerovo | Parámetros climáticos promedio de Kémerovo |
| Mes                                        | Ene.                                       | Feb.                                       | Mar.                                       | Abr.                                       | May.                                       | Jun.                                       | Jul.                                       | Ago.                                       | Sep.                                       | Oct.                                       | Nov.                                       | Dic.                                       | Anual                                      |
| ------------------------------------------ | ------------------------------------------ | ------------------------------------------ | ------------------------------------------ | ------------------------------------------ | ------------------------------------------ | ------------------------------------------ | ------------------------------------------ | ------------------------------------------ | ------------------------------------------ | ------------------------------------------ | ------------------------------------------ | ------------------------------------------ | ------------------------------------------ |
| Temp. máx. media (°C)                      | -11.8                                      | -9.3                                       | -2.4                                       | 4.9                                        | 19.5                                       | 25.2                                       | 29                                         | 25.3                                       | 15.5                                       | 5.6                                        | -5.1                                       | -10.6                                      | 7.2                                        |
| Temp. media (°C)                           | -15.7                                      | -14.4                                      | -8.8                                       | -0.8                                       | 11.4                                       | 17.1                                       | 20.3                                       | 17.2                                       | 9.4                                        | 1.5                                        | -8.8                                       | -14.5                                      | 1.2                                        |
| Temp. mín. media (°C)                      | -20.3                                      | -19.6                                      | -15.4                                      | -7.1                                       | 4                                          | 9.1                                        | 12.6                                       | 10.5                                       | 4.1                                        | -2.2                                       | -12.9                                      | -18.8                                      | -4.7                                       |
| Fuente: Kémerovo-Méteo                     |                                            |                                            |                                            |                                            |                                            |                                            |                                            |                                            |                                            |                                            |                                            |                                            |                                            |

## Personas destacadas
- Alekséi Leónov, cosmonauta, primer hombre en realizar un paseo espacial fuera de su cápsula.
- En Kémerovo nació el fotógrafo y artista multimedia Slava Mogutin (1974).
- Viacheslav Ivanenko, marchador atlético, medalla de oro en los Juegos Olímpicos de Seúl 1988 en la distancia de 50 km.
- Aleksandr Serguéyevich Golovín, futbolista nacido en Kaltán.
- Vera Voloshina, partisana durante la Segunda Guerra Mundial y Heroína de la Federación de Rusia
- Mikhail Yunoshev, Representante de futbolistas nacido en Kemerovo.

## Ciudad hermanada
- Salgótarján, Hungría